# 중학교

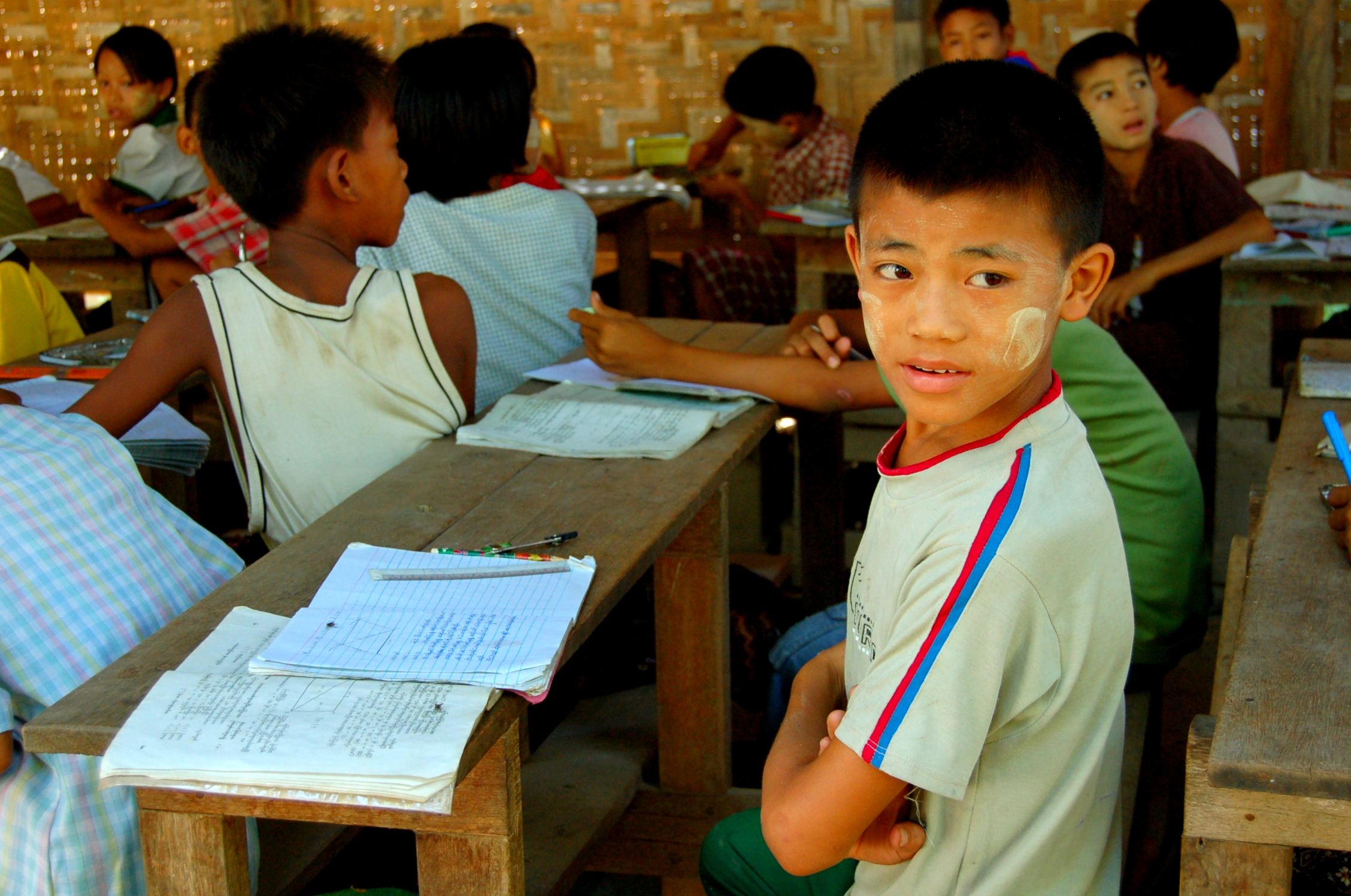
미얀마의 중학교 수업

중학교(中學校, middle school, intermediate school, junior high school, junior secondary school, lower secondary school)는 초등학교를 졸업하거나 그에 준하는 학력을 가진 사람이 입학하는 중등 교육기관이다.
초등학교와 고등학교 사이에 중등 보통 교육을 실시하기 위한 학교이다. 대한민국에서는 3년제로 정해져 있으며, 초등학교하고 더불어 법적으로 의무 교육으로 정해져 있다.
1985년 도서 지방에서 중학교를 의무 교육화한 것을 시작으로, 2002년부터 그해의 입학생을 시작으로 차례대로 의무교육화하였다. 2004년부터는 완전한 의무 교육기관이 되었다.
현재 중학교에서도 외국어 의무 교육 정책에 따라 제1외국어, 제2외국어로 의무 교육을 시행하고 있다(2009년부터는 교과교실제 시범 시행).
졸업 후 고등학교에 진학할 수 있으며(현재 의무 교육 대상은 아니지만, 진학을 안 하는 학생이 거의 없을 정도다), 졸업반 학생들은 자신의 거주 지역(시, 도) 내에서만 원하는 고등학교 (전기고](前期高), 후기고(後期高), 특성화 고등학교, 인문 계열 따위)를 자율적으로 선택이 가능하다.
중학교에 다니는 학생을 중학생이라고 부르는데, 일부 학생들 사이에서 은어인 '중딩'으로 불리기도 한다.
조선민주주의인민공화국에서는 예전에 고등학교와 합쳐 '고등중학교'로 칭했으나, 현재는 중학교로 통일했으며 6년제이다.
다른 나라에서도 중학교가 대부분 있지만 학년제도가 나라마다 약간씩 차이가 있다. 중학교는 보통 지망순과 근거리순으로 추첨을 통해 갈 수 있다.

## 중학교가 없는 국가
핀란드, 스웨덴 - 초등학교 과정이 7~16세로 9년이라 초등학교 졸업 뒤 고등학교로 간다.
칠레, 캐나다(퀘벡주 제외) - 초등학교 과정이 보통 주에서는 6~14세로 8년이라 대부분 주에서는 초등학교 졸업 뒤 고등학교로 간다.
오스트레일리아 - 고등학교 과정이 6년이므로 초등학교 졸업 뒤 고등학교로 간다.

## 대한민국

### 중학교에 들어가면 달라지는 것들
- 학생증을 소지하게 되어 있다
  - 학생증은 그 학교의 학생이라는 사실을 증명하는 신분증이기 때문에 졸업할 때까지 본인이 반드시 소지해야 한다.
  - 분실했을 경우 담임선생님께 말씀드리면 재발급 가능.
- 수업시간이 늘어난다
  - 초등학교에서 40분이던 수업시간이 중학교에서는 45분으로 늘어난다(단 쉬는 시간은 10분으로 동일).
- 교과목이 늘어나게 된다
  - 국사(사회 과목하고 분리된다).
  - 정보, 기술가정, 한문 과목이 추가된다.
  - 2학년부터는 제 2외국어(중국어, 일본어) 과목 추가.
  - 거기다 중학교 때부터는 영어도 중간고사 과목으로 중요하게 취급된다.
- 예습·복습을 해야 한다
  - 초등학교 때보다 과목이 학문적으로 바뀌고 수업량이 늘어나는 것은 물론, 내용도 훨씬 더 어려워지기 때문이다.
  - 따라서 예습·복습을 하지 않으면 수업 진도를 따라잡기 어렵다.
  - 오답노트를 쓰는 것도 필요하다.
- 과목마다 선생님이 다르다
  - 초등학교 때는 담임 선생님께서 항상 옆에 계시면서 거의 모든 과목을 가르쳐 주시지만, 중학교는 그렇지 않다(그 까닭은 교과서의 내용이 더 어려워지기 때문).
  - 모든 선생님이 오로지 각각 자신이 전공한 과목만 가르치게 되어 있다.
  - 담임 선생님하고 마주할 수 있는 때는 아침 조회 시간, 담임 선생님 담당 과목 수업 시간, 점심시간, 종례 시간 정도에 불과하다.
  - 쉬는 시간에는 선생님들이 다음 수업이 있는 반이나 교무실로 이동하시기 때문에 선생님이 계시지 않는다.
- 교과서가 1~2학기 한 권으로 구성되어 있다(국어 제외)
  - 교과서는 국어만 1~2학기가 따로 되어 있으며, 다른 과목들은 한 권으로 1년 동안을 배운다.
- 시험이 늘어난다
  -  단원평가(각 단원을 마칠 때마다 그 단원의 내용을 잘 인식하고 얼마나 공부했는지를 측정하고 평가) 정도만 보던 초등학교 때하고는 달리 매 학기마다
  - 월말고사(매월 그달의 끝 무렵 쯤에 학력을 평가).
  - 중간고사(학기의 중간 시즌에 학력을 평가).
  - 기말고사(각 학기의 끝 무렵에 학력을 평가)까지 보게 되므로, 초등학교 때보다 더 많은 공부를 해야 한다(예습·복습 포함).
- 교복을 의무적으로 착용한다
  - 평상복을 착용하던 초등학교 때하고는 달리 교복을 착용하게 된다(체육시간에는 지정체육복 착용).
  - 평상복으로는 등교 및 학교 생활을 할 수 없게 되어있다.
- 정해진 신발을 착용해야 한다
  - 신발은 기본적으로 운동화를 착용하게 되어있다.
  - 기호에 따라 로퍼 슈즈(묶는 끈이 없고 굽이 낮아서 신기에 편한 신발) 착용도 가능.
  - 여름에는 샌들, 겨울에는 부츠 착용도 가능.
  - 단, 양말은 기본으로 착용해야 하며, 맨발로 신는 것은 금지되어 있다.
  - 교내에서 맨발로 돌아다니는 것은 매너에 어긋나는 행동이므로, 반드시 양말하고 실내화를 기본으로 착용해야 한다.
  - 체육 시간에는 운동화를 착용하는 것이 좋음.
  - 단, 여학생의 경우 하이힐처럼 굽이 높은 구두를 신는 것은 학교 생활에 지장을 줄 수 있는데다, 발 건강에도 좋지 않으므로 착용이 금지되어 있다.
- 학습량하고 숙제가 많아진다 : 초등학교 때보다 학습량이 더욱 늘어난다.
- 두발, 화장 규정이 정해져 있다
  - 두발 길이는 제한을 두지 않는다(남녀공통사항).
  - 단, 염색이라든가 퍼머를 해서는 안 된다.
  - 가발 사용도 규제한다(단, 질병이나 항암 치료 따위로 머리카락이 모두 빠진 경우는 예외).
  - 피부 보호를 위한 기초 화장은 가능(단, 색조 화장은 금지).
  - 무스, 젤, 스프레이 따위는 독한 화학약품의 성분으로 인해 성장기 학생들의 건강에 나쁜 영향을 줄 수 있기 때문에 사용이 금지되어 있다.
  - 귀걸이, 팔찌, 목걸이, 반지 착용도 원칙적으로 규제하고 있다(단, 손목 시계는 예외).
  - 만일 착용하다 적발시 압수당하는 것은 기본.
    - 1회 적발시 구두 주의 및 원상회복 확인.
    - 2회 적발시 학부모 통보 후 반성문 작성.
    - 3회 적발시 학생회장 및 담임교사 지도 후 3시간 동안 교내 봉사를 이행해야 한다.
      - 과거 2010년 중반까지만 해도 여학생도 짧은 머리로 규제하는 학교들이 많았다.
- 등교 시간 및 수업 시간을 반드시 엄수해야 한다
  - 1교시 수업 시작 10분 전 까지는 등교를 마쳐야 한다.
  - 상습적으로 3회 이상 무단 지각, 결석, 조퇴를 일삼는 경우.
  - 등교 후 임의로 교문 밖 출입 시.
  - 미인정 조퇴를 하다 1회 적발시 구두 주의. 2회 적발시 학부모 통보, 반성문 작성. 3회 적발시 선도위원회 소환 조사 및 처벌 후 3~5시간 동안 교내 봉사를 이수해야 한다.
- 핸드폰 사용도 제한된다
  - 수업 중 벨이 울릴 경우 수업 진행에 지장을 줄 수 있으므로, 원칙적으로 등교 후 수업 시작전까지 담임 선생님께 제출, 영치해야 한다(하교 시 반납).
  - 학교생활 중 임의로 소지하거나 사용하다 적발 시.
    - 1회 적발 시 1일 영치 후 학부모 통보.
    - 2회 적발 시, 3일 영치 후 역시 학부모 통보.
    - 3회 적발 시 1주일간 영치 후 역시 학부모 통보.
    - 4회 적발 시 선도위원회에 소환되어 징계를 받게 되며, 3~5시간 동안 교내 봉사활동을 이행해야 한다.
- 흡연이 금지되어 있다
  - 담배는 소지만 하고 있다가 적발되어도 징계를 받게 된다.
  - 학교 밖에서 담배를 피우다 적발이나 신고를 당한 경우도 징계 대상이다.
  - 적발 시 학생선도위원회로 소환되어 금연교육으로 보건소 금연클리닉에 의무적으로 참여해야 한다.
  - 이를 무시할 경우 일정기간 출석정지 등 중징계를 받게 된다.
  - 학교 내 흡연 적발시 선도위원회 소환 조사 및 징벌로 교내 봉사 3시간 이행 후 금연클리닉 참가.
  - 학교 외 흡연 1회 적발 시 학부모 통보, 금연 각서 및 일주일 반성문 작성.
  - 2회 이상 적발 시 학교 내 처벌하고 동일.
- 교권을 반드시 준수해야 한다
  - 교사는 1년 동안 학생들을 이끌어 주시면서 올바른 생활을 할 수 있도록 일깨워 주시는 견인차 역할을 하시는 분이기 때문에 등하교 때마다 인사를 해야 하는 것은 기본이며, 항상 내 부모님처럼 존경해야 한다.
    - 교사에게 행패를 부리는 경우.
    - 수업 거부, 욕설, 신성 모독, 성희롱, 지시에 대한 불이행.
    - 지도사항 불응. 명예 훼손(모욕, 허위 사실 유포).
    - 수업 진행 방해 등도 모두 징계 대상.
      - 1회 적발시 교권보호위원회에 소환 및 징계, 출석 정지 7일.
      - 2회 적발시 강제 전학 조치.
      - 3회 이상 적발시 교권위원회에 소환되어 조사를 받게 되어 있다.
- 학교폭력에 대한 징계
  - 학교는 불특정다수의 여러 학생들이 단체셍활을 하는 곳이기 때문에, 나보다는 항상 다른 친구들을 먼저 배려하는 마음을 가져야 한다.
  - 신체폭력, 언어폭력, 성폭력, 사이버폭력, 집단따돌림, 구타, 금품 갈취 및 강요 따위.
  - 학교폭력 신고가 접수되면 학교폭력전담기구에서 심의 후 처리.
  - 경미한 사항에 대해서는 학교장의 재량에 따라 처리하게 되어 있다.
  - 반면, 상태가 위중한 경우, 교육청에 보고 후 심의를 거쳐 징계수위를 결정하게 된다(학교-사회 봉사활동, 출석정지, 강제 전학).
  - 단, 중학교까지는 우리나라 현행교육법상 의무 교육 과정이기 때문에 퇴학은 시키지 않는다.
- 기타
  - 교실 안에 생수를 제외한 음식물, 떡, 과자, 빵, 아이스크림, 껌, 사탕, 음료수(콜라, 사이다, 쥬스 등) 따위를 반입해서는 안 되는 학교도 있다.
  - 쓰레기를 무단으로 버리는 것 또한 금지되어 있다.
  - 적발시 해당구역을 청소해야 하며, 적발된 학생의 담임 교사가 지도를 하게 되어 있다.
  - 가방은 배낭형으로, 교과서가 들어갈 만한 크기가 적합하다.

- 위의 내용은 학교마다 교칙이 차이가 있을 수 있으므로 꼭 그런것은 아니다.

### 중학교 내신
중학교에 들어가면서 내신이 중요하게 된다. 내신은 대부분 중간고사나 기말고사 같은 시험으로 평가되지만, 예체능의 경우 70~80% 또는 100%가 수행평가로 평가된다. 과목별 점수는 수행평가와 중간고사 및 기말고사 성적을 합산하여 계산한다.
등급산출은 절대평가 방식으로 한다. (수행평가와 중간고사 및 기말고사 성적을 합산한 점수)
- A : 90점 이상 100점 이하
- B : 80점 이상 90점 미만
- C : 70점 이상 80점 미만
- D : 60점 이상 70점 미만
- E : 60점 미만

다만 음악, 미술, 체육과 같은 예체능 과목 등급은 다음과 같이 산출한다.
- A: 80점 이상 100점 이하
- B: 60점 이상 80점 미만
- C: 60점 미만

#### 봉사활동
봉사활동 시간을 적어도 1년에 15시간씩 해서 3년 동안 45시간을 채워야 내신 봉사활동 점수를 만점을 받을 수 있다. 봉사활동 시간이 학생들 사이에서 점수 채우기 용으로 변질하고 있다고 우려하고 있다.

### 수업 일수
중학교는 수업 일수가 초등학교보다는 많으나 개교 기념일 전날과 다음날, 추석 연휴 전날과 다음날, 대학수학능력시험 시험일 등의 재량 휴업일을 두는 학교도 있다.

### 중학교 체육수업의 재미 촉진요인과 저해요인
연구는 중학생들이 체육수업에서 경험하는 재미의 촉진요인과 저해요인을 분석하였다. 606명의 남녀학생들이 촉진(302명)과 저해요인(304명)을 묻는 개방형 설문지에 각각 반응하였으며, 여기에서 얻어진 770개의 촉진요인과 816개의 저해요인 원자료는 3단계 범주화 방법을 통하여 내용 분석하였다.
분석 결과, 재미를 촉진시키는 요인으로는 과제의 선택성과 자율성(40.6%), 긍정적 수업방식(25.4%), 운동의 심리 ·생리적 효과(14.8%), 교사(7.5%), 경쟁과 시합(3.9%), 실기평가(3.6%)의 6개 일반영역이 도출되었으며, 저해요인은 과제의 선택제한(27.2%), 부정적 수업방식(30.4%), 열악한 교육환경(14.2%), 교사(14.1%), 평가(7.3%), 교실수업(7.0%), 학생요인(2.0%), 잡일하기(1.7%)의 8개 일반영역으로 대분되었다.
특히, 하위분류 영역에서 나타난 체육수업의 재미요인들은 스포츠 연구들에서 제시된 재미요인들과 비교하여 현저한 개념적 차이를 보였다.
나아가 재미 촉진요인과 저해요인의 하위 주제들 간에도 다소의 차이를 보였으며, 촉진과 저해요인에 포함된 각 주제의 반응빈도에 대한 성별에 따른 차이 역시 발견되었다.
이러한 결과는 학생들의 동기와 정서를 보다 잘 이해하고 이에 바탕을 둔 학교 체육프로그램의 내용 선정과 운영 측면에서 논의하였다.

## 같이 보기
- 대한민국의 중학교
- 고등학교
- 초등학교
- 공민학교
- 대학